# Municipio de Hopper (Arkansas)
El municipio de Hopper (en inglés: Hopper Township) es un municipio ubicado en el condado de Montgomery en el estado estadounidense de Arkansas. En el año 2010 tenía una población de 290 habitantes y una densidad poblacional de 1,29 personas por km².

## Geografía
El municipio de Hopper se encuentra ubicado en las coordenadas 34°23′45″N 93°45′6″O / 34.39583, -93.75167. Según la Oficina del Censo de los Estados Unidos, el municipio tiene una superficie total de 224.15 km², de la cual 223,57 km² corresponden a tierra firme y (0,26 %) 0,58 km² es agua.

## Demografía
Según el censo de 2010, había 290 personas residiendo en el municipio de Hopper. La densidad de población era de 1,29 hab./km². De los 290 habitantes, el municipio de Hopper estaba compuesto por el 94,83 % blancos, el 3,1 % eran de otras razas y el 2,07 % eran de una mezcla de razas. Del total de la población el 5,52 % eran hispanos o latinos de cualquier raza.